# کلواتکا شلاختسکا
کلواتکا شلاختسکا (به لهستانی:  Klwatka Szlachecka) یک روستا در لهستان است که در گمینا یدلینگسک واقع شده‌است.